# Manušické rybníky
Manušické rybníky este o arie protejată (arie specială de conservare — SAC, sit de importanță comunitară — SCI) din Republica Cehă întinsă pe o suprafață de 14,26 ha, integral pe uscat.

## Localizare
Centrul sitului Manušické rybníky este situat la coordonatele 50°42′44″N 14°30′39″E / 50.712222°N 14.510833°E.

## Înființare
Situl Manušické rybníky a fost declarat sit de importanță comunitară în aprilie 2005 pentru a proteja 1 specie de animale. Situl a fost protejat și ca arie specială de conservare în august 2012.

## Biodiversitate
Situată în ecoregiunea continentală, aria protejată nu include niciun habitat protejat.
La baza desemnării sitului se află o specie protejată de  amfibieni: buhai de baltă cu burta roșie (Bombina bombina).